# William Gallas
William Gallas (n. 17 august 1977, Asnières-sur-Seine, Métropole du Grand Paris, Franța) este un jucător francez de fotbal retras din activitate, care a jucat pe post de fundaș central la mai multe echipe, printre care Chelsea FC, Tottenham Hotspur și Arsenal FC.

## Cariera
William Gallas este un absolvent al Academiei Franceze de Fotbal Clairefontaine. Și-a inceput cariera de profesionist în Ligue 2 la SM Caen, ajutându-și echipa să promoveze de pe primul loc în 1996. S-a transferat la Olympique Marseille în 1997, unde a jucat timp de a jucat 4 sezoane. Și-a făcut debutul în Liga Campionilor la Marseille în 2000, jucând împotriva lui Chelsea.

### Chelsea
Antrenorul de atunci al lui Chelsea, Claudio Ranieri l-a adus pe Gallas de la Marseille în mai 2001 pentru suma de 6,2 milioane de lire sterline.  Juca în tandem cu conaționalul său Marcel Desailly și mai târziu cuJohn Terry. Sub comanda lui Ranieri a obtinut și prima convocare la națtională.
Dupa accidentarea lui Wayne Bridge, Gallas a fost nevoit să joace pe partea stanga a apărării. A înscris cateva goluri foarte importante pentru Chelsea, ajutand-o sa-si pastreze titul câștigat în sezonul 2005-2006.
Contractul cu Chelsea urma să expire în mai 2007. A refuzat să-și prelungească înțelegerea cu londonezii, după ce nu s-au înțeles in privinta salariului și și-a exprimat dorința de a juca în Serie A, de el fiind interesate Juventus și AC Milan.
După Campionatul Mondial din 2006, Gallas a refuzat să meargă cu Chelsea in turneul din Statele Unite, iar după sosirea lui Michael Ballack, aceasta a primit tricoul cu numarul 13, luându-l de la William, ca o pedeapsa pentru ca nu a făcut deplasarea cu echipa sa.
Pe 1 septembrie 2006, Gallas s-a transferat la Arsenal în schimbul venirii lui Ashley Cole la Chelsea, Arsenal primind si suma de 5 milioane de lire sterline. După transfer, Chelsea a comunicat că Gallas a amenințat că dacă nu va fi lăsat să plece va marca autogoluri, lucru negat de Gallas.

### Arsenal

#### Sezonul 2006-2007
Gallas a semnat un contract pe 4 ani cu Arsenal și a primit tricoul cu numărul 10, care înaintea venirii sale i-a aparținut lui Dennis Bergkamp. Într-un interviu din octombrie 2006 din revista oficială a lui Arsenal, Arsène Wenger a explicat decizia de a-i acorda tricoului cu numărul 10, un număr mai puțin obișnuit pentru un fundaș:
„Nu i-a plăcut numarul 3, iar toate celelalte numere erau date. În final, m-am gandit ca ar fi potrivit sa-i dau tricoul cu numarul 10, pentru că dacă i l-aș fi dat unui atacant, acesta ar fi putut suferi din cauza comparației cu Dennis. La inceput, am avut îndoieli asupra acordării acestui număr unui fundaș,dar am zis ca este mai bine așa.”
Gallas și-a făcut debutul la Arsenal jucand pe postul de mijlocaș în egalul 1-1 cu Middlesbrough pe 9 septembrie 2006 și a marcat primul său gol pentru „tunari” pe 23 septembrie 2006, împotriva lui Sheffield United.

#### Sezonul 2007-2008
Gallas a devenit căpitanul lui Arsenal pe 9 august 2007, iar Kolo Touré vice-căpitan. Primul său meci din postua de căpitan a fost cel din 12 august 2007 cu Fulham, câștigat de Arsenal cu scorul de 2-1. În tradiționalul derby împotriva lui Manchester United de pe 3 noiembrie, a înscris un gol în ultimul minut, meciul terminându-se la egalitate, scor 2-2, datorită golului francezului.
Pe 24 noiembrie 2007, Gallas a marcat cu capul împotriva lui Wigan din centrarea lui Bacary Sagna. Pe 16 decembrie 2007 a marcat împotriva fostului său club, Chelesea, fiind unicul gol al partidei.
Gallas a marcat de asemenea pentru Arsenal împotriva lui Bolton, meci câștigat de Arsenal cu 3-2 pe 29 martie 2008. După comportarea sa deloc fair-play din meciul cu Birmingham City, au existat speculații conform cărora Arsène Wenger ar dori să-i retragă banderola. Antrenorul tunarilor a replicat, spunând că va lua în considerare acest lucru la sfârșitul sezonului.
În august 2008, s-a anunțat că Gallas va rămâne capitanul echipei în sezonul 2008-2009. În Liga Campionilor 2008-2009 a marcat șase goluri.

### La națională
Gallas a jucat pentru naționala sub 18 ani a Frantei la Campionatul European U-18. De asemenea, a jucat pentru naționala sub 20 de ani a Frantei la Campionatul Mondial de Juniori din 1997, impreuna cu Willy Sagnol, David Trezeguet, Nicolas Anelka, Mikaël Silvestre și Thierry Henry. A fost titular de bază la naționala Franței, facând cuplu în centrul apărării cu Philippe Mexès. Și-a făcut debutul la națională în meciul castigat de „cocoșii galici” cu 5-0 împotriva Sloveniei pe 12 octombrie 2002, în cadrul preliminariilor Euro 2004. A jucat in Cupa Confederațiilor în 2003 și în finala Campionatului Mondial din 2006 în fața Italiei.